# Travis Mayweather
Travis Mayweather è un personaggio immaginario dell'universo fantascientifico di Star Trek. Interpretato da Anthony Montgomery, appare nella serie televisiva Star Trek: Enterprise. Il personaggio appare inoltre in alcuni romanzi del franchise. Mayweather è il timoniere dell'astronave Enterprise NX-01.

## Storia del personaggio
Travis è nato nel 2126 a bordo del cargo stellare di classe J ECS Horizon, tra il pianeta Draylax e la colonia di Vega. Ha visitato molti mondi con il cargo, compreso Trillius Primo, Draylax, le colonie di Vega ed entrambe le lune di Teneebian. Essendo nato e vissuto nello spazio, Travis ha più esperienza del cosmo dello stesso capitano Jonathan Archer. Travis è un pilota esperto e una persona calma, oltre ad essere un rocciatore con una discreta esperienza.
Travis Mayweather ha almeno un fratello, Paul Mayweather, che è diventato comandante della ECS Horizon dopo la morte di loro padre nel gennaio del 2153. Sua madre Rianna Mayweather è l'ufficiale medico e l'ingegnere della nave. Mayweather è ritornato sull'Horizon il 10 gennaio 2153 mentre la nave stava andando verso la colonia di Deneva. Mentre la Horizon era in viaggio verso la stazione Deneva è stata attaccata dai pirati, ma l'esperienza di Travis con le armi della Flotta gli hanno consentito di difendersi dagli aggressori.
Inizialmente Travis Mayweather doveva avere il rango di tenente, data la sua esperienza nello spazio, ma i produttori pensarono che, essendo Mayweather un sottoposto di Malcolm Reed, non potessero avere entrambi lo stesso grado.

## Interpreti
Il personaggio di Travis Mayweather è interpretato dal 2001 al 2005 dall'attore statunitense Anthony Montgomery in 97 dei 98 episodi totali della serie televisiva Star Trek: Enterprise. Oltre alla serie televisiva non risultano altre apparizioni del personaggio nell'interpretazione di Montgomery. Ciononostante Mayweather appare anche in alcuni romanzi del franchise di Star Trek.
Nell'edizione in lingua italiana della serie televisiva Enterprise, il personaggio di Travis Mayweather viene doppiato da Alessio Cigliano.

## Filmografia
- Star Trek: Enterprise - serie TV, 97 episodi (2001-2005)

## Libri (parziale)

### Romanzi
- (EN) Dean Wesley Smith e Kristine Kathryn Rusch, By the Book, collana Star Trek: Enterprise, n. 2, New York, Pocket Books, 2002, ISBN 0743448715.
- (EN) Michael A. Martin e Andy Mangels, Kobayashi Maru, collana Star Trek: Enterprise, n. 12, New York, Pocket Books, 2008, ISBN 1416554807.
- (EN) Christopher L. Bennett, Uncertain Logic, collana Star Trek: Enterprise, Rise of the Federation, vol. 3, New York, Pocket Books, 2015, ISBN 1476779112.

## Videogiochi
- Star Trek Timelines (2020)